# Finkolo
Pour les articles homonymes, voir Finkolo (homonymie).
Finkolo est une commune du Mali, dans le cercle et la région de Sikasso.